# Armoriale dei comuni della Drôme
Questa pagina contiene le armi (stemma e blasonatura) dei comuni del Drôme.
| Stemma | Nome del comune e blasonatura |
| ------ | --- |
|        | Albon écartelé : au premier et au quatrième de sable à la croix d'or, au deuxième et au troisième d'or au dauphin d'azur, allumé, langué, loré, peautré et oreillé de gueules (inquartato: nel 1º e 4º di nero, alla croce d'oro; nel 2º e 3º d'oro, al delfino d'azzurro, illuminato, lampassato, alettato, codato e orecchiuto di rosso) |
|        | Beaumont-lès-Valence De gueules à la fasce d'argent chargée de trois fleurs de lys d'azur (di rosso, alla fascia d'argento, caricata di tre gigli d'azzurro) |
|        | Buis-les-Baronnies d'argent au dauphin d'azur brochant sur une branche de buis de sinople (d'argento, al delfino d'azzurro attraversante su un ramo di bosso di verde) |
|        | Die de gueules au château d'or sommé de trois tours du même, celle du centre plus élevée, le tout crénelé, maçonné, ouvert et ajouré de sable (di rosso, al castello d'oro cimato da tre torri dello stesso, quella centrale più elevata, il tutto merlato, murato, aperto e finestrato di nero)                                           |
|        | Hauterives Parti au 1 d'azur à trois fleurs de lis d'or; au 2 d'or à une clé d'azur posée en barre, l'anneau en haut; au chef du même. (partito d'azzurro, a tre gigli d'oro, e d'oro, alla chiave d'azzurro posta in sbarra, con l'anello in alto; al capo dello stesso)                                                                  |
|        | Montélimar de gueules au monde d'azur cintré d'argent bordé d'or et croisé du même (di rosso, al mondo d'azzurro. cinto d'argento, bordato d'oro e crociato dello stesso) (l'immagine non mostra la bordatura in oro del mondo) |
|        | Nyons D'argent au château donjonné de trois tourelles de gueules, celle du milieu plus haute, le tout ouvert, ajouré et maçonné de sable (d'argento, al castello torricellato di tre torri di rosso, quella centrale più alta, il tutto aperto, finestrato e murato di nero)                                                               |
|        | Valence (Drôme) de gueules à la croix d'argent chargée en cœur d'une tour d'azur (di rosso, alla croce d'argento caricata in cuore da una torre d'azzurro) |